# Thelepus praecox
Thelepus praecox är en ringmaskart som beskrevs av Anne D. Hutchings och Glasby 1987. Thelepus praecox ingår i släktet Thelepus och familjen Terebellidae. Inga underarter finns listade i Catalogue of Life.